# Багаряков, Алексей Владимирович
Алексе́й Влади́мирович Багаря́ков (род. 31 декабря 1972) — российский политический деятель, бизнесмен, экономист. Депутат Государственной думы пятого созыва (с 26 марта 2008 по 27 июня 2011 года), входил во фракцию КПРФ, не будучи при этом членом компартии. Заместитель председателя правительства Свердловской области в 2011—2012 гг. Первый заместитель главы администрации губернатора Свердловской области (с июля 2012 года — по октябрь 2013 года). Член президиума Государственной комиссии по вопросам развития Арктики.
В 2019 году назначен помощником полномочного представителя президента РФ в УрФО Николая Цуканова.
Сфера деятельности — экология и общественные проекты.

## Биография
Родился 31 декабря 1972 года в г. Невьянске Свердловской области. Отец — водитель, мать работала на Невьянском механическом заводе специалистом по настройке программного обеспечения станков с ЧПУ. В 1988 году окончил 8 классов средней общеобразовательной школы посёлка Цементный Невьянского района.
В 1992 году окончил Невьянский механический техникум по специальности «наладчик станков с ЧПУ». В 1995 году поступил в институт переподготовки кадров Уральского государственного технического университета по специальности «менеджмент», который окончил в 1999 году с присвоением квалификации «инженер-экономист». По его собственным словам, будучи студентом университета, по ночам он работал сторожем на Невьянской мебельной фабрике. Затем занялся перепродажей мебели, позднее Багаряков вспоминал, что при зарплате сторожем 200 руб. на перепродаже мебели он получал 1000 руб. в месяц. Через полтора года он организовал вместе с партнёром компанию ООО «АЛБА» и продавал, по его словам, около половины производимой на фабрике мебели. В 19 лет он купил себе новый автомобиль ВАЗ-2109. После этого занимался скупкой и перепродажей ваучеров.
В 1997—2002 годах — учредитель и директор корпорации «АЛБА», в 1999 году приобрёл пакет акций и вошёл в состав совета директоров ОАО «Ирбитский стекольный завод». Позднее Багаряков называл покупку заводов «ошибкой». В 2001 году работал в аппарате комитета по труду и социальной политике Госдумы.
В 2001 году вошёл в число участников ООО «Уральский инновационный коммерческий банк» (УИК-банк), в 2003 году избран председателем наблюдательного совета, затем председателем совета директоров (c 2004 года был основным, а в 2006—2007 годах — единственным собственником банка). В 2007 году продал все акции банка 6 физическим лицам и вышел из состава руководства.
В 2003 году стал членом совета директоров ОАО «Омск-кровля» г. Омска. Являлся основным участником в капитале компаний ООО «Фирма Алба», ООО «Инвестиционная компания „Стабильность-Гарант“», ООО «ИнвестДевелопмент», ООО «Финансовая компания „Стабильность-Гарант“», ООО «Авантайм», ООО Инвестиционная компания «Финансовые решения», ЗАО «УиК-Инвест», ООО «Фрунзе 96», ООО «Классик», ООО «Финансовые решения», получал доходы от ООО «ДиалогТелеком», ООО «ЕвразМеталл-Урал», ООО «Протех».
В 2003 году баллотировался в Госдуму от партии Союз правых сил, идя вторым номером в списке СПС по Свердловской области. Был членом политсовета свердловского отделения СПС. В 2006 году Багаряков говорил, что у него «сохранились прекрасные отношения с Борисом Немцовым, с Ириной Хакамадой».
С 2004 года является вице-президентом организации «Уральский региональный центр развития малых городов Урала и Сибири» (ООО «Уральский региональный центр развития малых городов»), занимающейся разработкой концепции развития малых городов России.
В 2004—2005 годах являлся членом совета директоров уральского банка «Банк24.ру».
В 2006 году защитил кандидатскую диссертацию в Российской академии государственной службы при Президенте РФ, получив учёную степень.
В 2014 году стал советником ректора РАНХиГС Владимира Мау.
В январе 2015 года занимает пост проректора Всероссийской Академии Внешней Торговли.
С ноября 2016 года является членом президиума Государственной комиссии по вопросам развития Арктики.
В период с 2017 по 2018 занимал пост исполнительного директора АНО «Стратегическое партнёрство Северо-Запад» в городе Санкт Петербург. Наблюдательный совет АНО возглавлял полпред президента РФ в Северо-Западном федеральном округе Николай Цуканов.
С 2019 года является помощником полномочного представителя президента РФ в УрФО Николая Цуканова в сфере экологии и общественных проектов.
В сентябре 2020 года награждён правительственной наградой - медалью ордена «Родительская слава», за достойное воспитание детей и поддержание семейных ценностей.

## Работа в Государственной думе
В интервью журналу «Деловой квартал» в 2006 году Багаряков заявил, что при возможности попытается пройти в Госдуму с коммунистами, отметив: «я спокойно пойду с ними — даже задумываться не буду».
В 2007 году участвовал в выборах депутатов Государственной думы пятого созыва. Багаряков шёл вторым номером по избирательному списку КПРФ в Алтайском крае после первого секретаря краевого комитета партии Михаила Заполева. В Алтайском крае КПРФ получила 16,88 % голосов, что давало ей право на один депутатский мандат. Однако ЦК КПРФ рекомендовал Заполеву снять с себя депутатские полномочия, сосредоточившись на политической деятельности в регионе. Заполев подчинился решению партии, перейдя на работу в Алтайское краевое законодательное собрание. Он объяснил свой отказ от места в Госдуме «интересами общего дела», отметив важность финансовой поддержки партийной деятельности. Согласно сведениям, представленным в Центризбирком, Багаряков имел годовой доход более 48 млн рублей. 26 марта 2008 года Багаряков получил мандат решением Центризбиркома России.
Сам Багаряков в интервью подчёркивал, что не является членом компартии, однако его «выбор в пользу КПРФ закономерен», так как ему не нравится «Единая Россия». Багаряков отметил: «хотя „левые“ взгляды у меня присутствуют, но по натуре я — либерал». По словам Багарякова, у него ровные отношения с Заполевым и алтайскими коммунистами. О своей деловой деятельности Багаряков сказал: «я так построил свой бизнес, что на него нельзя оказать давление. Фондовый рынок — попробуй надави. У меня нет ни заводов, ни пароходов, счетов за границей не имею», пояснив, что «никакого противоречия между моими взглядами и партийной идеологией нет. В программе партии сказано: должна быть социальная справедливость. А того, что грех быть богатым, такого нет».
В апреле 2008 года Багаряков заявил, что в его планах открытие партийных организаций в каждом районе Барнаула. По информации алтайских СМИ, в конце 2008 года Багаряков приобрёл для КПРФ партийный офис в Барнауле общей площадью 340 м². и стоимостью более 10 млн рублей. По собственным словам Багарякова, свою депутатскую зарплату (около 130 тыс. руб.) он перечисляет в краевую организацию КПРФ.
В Госдуме вошёл в состав комитета по финансовому рынку. Предлагал не выплачивать бонусы топ-менеджерам компаний, получающих помощь от государства, усилить контроль за допуском иностранных ценных бумаг на российский рынок, высказывал замечания к законопроекту о противодействии неправомерному использованию инсайдерской информации, вместе с фракцией требовал отставки Анатолия Чубайса с поста главы Российской корпорации нанотехнологий.
В 2010 году выступил разработчиком законопроекта о прогрессивном налогообложении. Законопроект предусматривал перераспредление налоговой нагрузки на граждан с более высокими доходами; в частности, для тех, кто получает свыше 12 млн руб. в год предлагалось увеличить ставку налога до 45 %. В апреле 2010 года выступил с критикой законопроекта, наделяющего госкорпорацию Роснано правом выпуска эмиссионных ценных бумаг. Багаряков заявил, что из 130 млрд рублей, выделенных Роснано, освоено всего 10 млрд рублей, при этом половина из этого потрачено на содержание самой Роснано. В 2010 году сделал заявление о наличии внешнего управления страной на примере вмешательства лоббистских структур в законодательную деятельность Госдумы.

### Выборы в Областную думу Свердловской области в 2010 году
Осенью 2009 года к Багарякову обратился Геннадий Зюганов с просьбой поучаствовать в региональных выборах в Свердловской области. Багаряков согласился. По его словам, именно он будет заниматься формированием кампании, составлять список кандидатов, проводить кампанию и нести ответственность за результат. Также в своем интервью от 5 ноября 2009 года он уже заявил о том, что возглавит список, хотя областная конференция КПРФ, которая приняла решение, состоялась лишь 26 декабря 2009 года.
Согласно сведениям о размере и источниках доходов за 2008 год, предоставленным в областную избирательную комиссию, Багаряков имел в собственности 4 квартиры в Екатеринбурге (размером от 34 до 47,6 м².), 100 % долей зарегистрированного в поселке Цементный Невьянского района Свердловской области ООО «ИнвестДевелопмент» и 50 % долей московской компании ООО «Стройсервис».
Результат КПРФ на выборах в Областную думу оказался лучшим с 1996 года. Партия набрала 21,69 %, заняла второе место и получила три депутатских мандата. Багаряков отказался от мандата депутата, который перешел к члену КПРФ Евгению Артюху, показавшему лучший результат среди 14 региональных групп. Лидер компартии Геннадий Зюганов высоко оценил усилия Багарякова: «Блестяще организовал избирательную кампанию в Свердловской области молодой депутат Государственной Думы Алексей Багаряков. Там мы, по сути дела, удвоили свой результат».

### Выход из фракции КПРФ
Основной причиной ухода из Госдумы Багаряков называл недовольство списком кандидатов от фракции КПРФ в VI Государственную думу. По его словам, средний возраст кандидатов в списке был 64,5 года, что приводит к тому, что будущие депутаты мыслят «мыслят стереотипами плановой экономики и затрудняются объяснить, что такое „инновации“». В июне 2011 года Багаряков сложил свои полномочия как депутата и ушел работать в правительство Свердловской области на должность заместителя главы правительства области.

В последующем, после ухода из Госдумы, Багаряков вспоминал, что работа фракции КПРФ в Думе его не устраивала:
они [депутаты фракции КПРФ] не рискуют брать на себя ответственность за принятие решений, а кроме того, в своей основной массе не обладают достаточным уровнем образования и профессиональных навыков, позволяющих адаптироваться в сегодняшней жизни. К нынешним реалиям не применимы подходы сорокалетней давности: сегодня другое сельское хозяйство, другая промышленность, другая экономика и другие проблемы. Если посмотреть на законодательные инициативы фракции КПРФ, то сразу видно, что они не просчитаны, экономически не обоснованы, а вот популизма в них – хоть отбавляй..
В свою очередь, председатель КПРФ Геннадий Зюганов прокомментировал уход Багарякова: «У него есть знания бизнеса, производства. А теперь он пройдёт хорошую школу в серьёзной сильной области, будет развиваться.». По словам Зюганова, Багаряков является «симпатизантом партии» и если он будет придерживаться тех душевно-нравственных критериев, которые коммунисты пытались вложить в его душу, то у него будет перспектива. Также Багарякова продолжал считать сторонником партии первый секретарь Свердловского обкома КПРФ Дмитрий Шадрин, который заявлял, что «власти … вынуждены привлекать на ответственные должности сторонников Коммунистической партии».

## Правительство Свердловской области
В июле 2011 года после сдачи мандата депутата Госдумы Багаряков приступил к обязанностям заместителя председателя правительства Свердловской области (дата указа губернатора о назначении Багарякова в СМИ не сообщалась). Освободившийся мандат перешел Нине Даниловой. Основной функцией Багарякова являлось взаимодействие с муниципалитетами Свердловской области (до него данные функции исполнял Вячеслав Брозовский, ушедший в отставку весной 2011 года). По сообщениям некоторых СМИ, в это же время Багаряков вступил в Общероссийский народный фронт. По рекомендации общественной организации «Чистый город» (Нижний Тагил), входящей в ОНФ, был выдвинут в свердловский областной список «Единой России» для участия в праймериз на выборах в Государственную думу нового созыва, и в итоге был утвержден под номером 8 в региональном списке от Свердловской области.

### Предвыборная кампания Путина
Активно занимался предвыборной кампанией кандидата в президенты РФ Владимира Путина и входил в команду тогдашнего полпреда Евгения Куйвашева. Был одним из основных координаторов митинга «Трудяга Урал за Путина!» 28 января 2012 года на Привокзальной площади города Екатеринбурга. Организаторам удалось при 30 градусном морозе собрать около 15 тысяч человек со всего среднеуральского региона. В результате выборов В. Путин, на территории Свердловской области набрал 64,50 % голосов. Багаряков получил благодарность от президента.

## В администрации губернатора Свердловской области
В апреле 2012 года председатель правительства Свердловской области Анатолий Гредин подал в отставку. В связи с этим по уставу Свердловской области все остальные члены правительства (включая Багарякова) также ушли в отставку, но до утверждения нового состава правительства они указами губернатора назначены исполняющими обязанности. В процессе формирования нового правительства в мае 2012 года в отставку подал и губернатор Свердловской области Александр Мишарин, что запустило очередной процесс формирования правительства и сохранило статус Багарякова как исполняющего обязанности заместителя председателя правительства ещё на некоторое время.
В начале июня 2012 года новый губернатор области Евгений Куйвашев назначил Багарякова (все ещё в статусе и. о. заместителя председателя правительства) председателем организационного комитета выставки «Иннопром-2012». В это же время было объявлено, что Багаряков займет пост первого заместителя руководителя администрации губернатора Свердловской области. В июле 2012 года приступил к обязанностям первого заместителя руководителя администрации губернатора Свердловской области (официальная дата о назначении Багарякова в СМИ не сообщалась). В дальнейшем был избран председателем совета директоров ОАО «Корпорация развития Среднего Урала», принадлежащего Свердловской области.
В 2012 и 2013 годах Багаряков курировал проведение выставки «Иннопром». В каждой выставке приняли участие более 500 экспонентов, среди которых — международные компании. В деловой программе принял участие председатель правительства России Дмитрий Медведев. После успешного проведения форума Багаряков получил благодарственное письмо от губернатора Свердловской области.

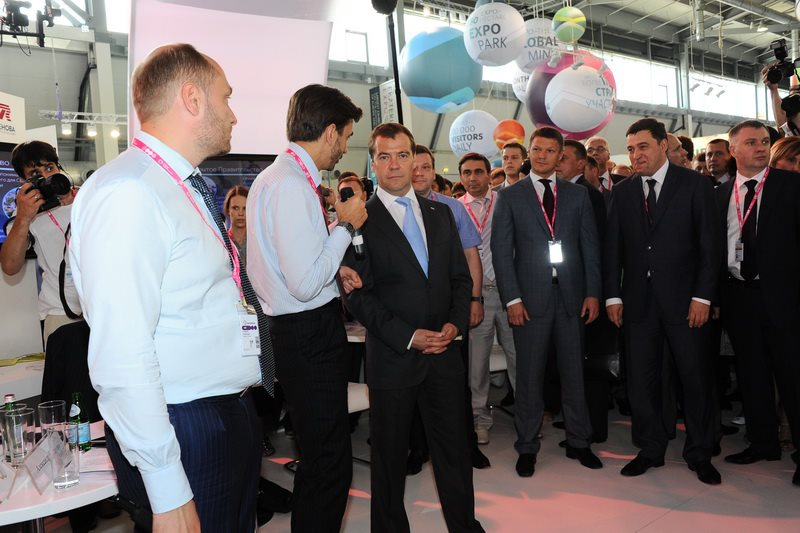
Багаряков слева от губернатора Куйвашева

### Выборы мэра Нижнего Тагила
Летом 2012 года Багаряков стал идеологом выдвижения Сергея Носова на пост мэра Нижнего Тагила и выступил организатором на предстоящих выборах. По словам Багарякова: «Самое сложное — это уговорить Носова победить, дальше дело за профессионалами». По словам других участников выборов мэра Тагила, в том числе и коммунистов, Багаряков постоянно оказывал манипулятивные давления на их структуры и выбивал их с процесса. 14 октября 2012 года Носов победил на выборах главы города Нижний Тагил, набрав 92 % голосов избирателей.

### Выборы главы Екатеринбурга
Багаряков был одним из кураторов кампании Якова Силина на выборах мэра Екатеринбурга 8 сентября 2013 года, на которых с минимальным перевесом и результатом 33,31 % победил кандидат от оппозиции Евгений Ройзман. Силин по итогам выборов набрал 29,71 % голосов. Несмотря на превосходящие стартовые позиции рейтинга Ройзмана выборы несли острый конкурентный характер. По словам многих представителей власти и членов оппозиции, в том числе Ройзмана, выборы мэра Екатеринбурга были одними из самых «чистых» в истории.

### Уход из областной команды
3 октября 2013 года подал заявление об отставке по собственному желанию, взяв на себя всю ответственность за провал на сентябрьских выборах мэра Екатеринбурга. 4 октября 2013 года ушел с должности первого заместителя главы администрации губернатора Свердловской области.
В 2014 году занял должность советника ректора Российской академии народного хозяйства и государственной службы при Президенте Российской Федерации, где занимался вопросами управления имущественным комплексом.
В 2016 году Багаряков вошёл в состав президиума Государственной комиссии по вопросам развития Арктики. Руководил программной дирекцией Международного арктического форума «Арктика — территория диалога».
В июле 2017 года избран исполнительным директором Стратегического партнерства «Северо-Запад».

## Семья
Женат, жена Ирина Николаевна Багарякова — учитель математики и физики. Пятеро детей: три сына и две дочки. Семья Багарякова проживает в Москве. Младший брат Дмитрий проживает в Екатеринбурге.